# Nederlands landskampioenschap hockey 1927/28
Het Nederlands landskampioenschap hockey in het seizoen 1927/28 werd gewonnen door de Amsterdamsche Hockey & Bandy Club. Formeel was Amsterdam na de reguliere competitie slechts kampioen van het westen van Nederland. Om voor de landstitel in aanmerking te komen moest er eerst in twee wedstrijden worden afgerekend met de kampioen van het oosten van Nederland: de Deventer Hockey Vereniging. Het werd 1-1 en 3-1 in het voordeel van de Amsterdammers.

## Eindstanden west en oost
| Positie | Club        | WG | W | G | V  | P  | DV    |
| ------- | ----------- | -- | - | - | -- | -- | ----- |
| 1.      | Amsterdam   | 13 | 8 | 5 | 0  | 21 | 36-7  |
| 2.      | HDM         | 13 | 8 | 3 | 2  | 19 | 35-15 |
| 3.      | MHC         | 12 | 8 | 1 | 3  | 17 | 32-14 |
| 4.      | HOC         | 12 | 5 | 3 | 4  | 13 | 20-15 |
| 5.      | Hilversum   | 12 | 4 | 3 | 5  | 11 | 15-16 |
| 6.      | Gooische    | 12 | 5 | 1 | 6  | 11 | 14-29 |
| 7.      | HLC         | 12 | 5 | 1 | 6  | 11 | 14-24 |
| 8.      | Bloemendaal | 12 | 4 | 3 | 5  | 11 | 12-13 |
| 9.      | Victoria    | 12 | 3 | 2 | 7  | 8  | 11-24 |
| 10.     | TOGO        | 12 | 0 | 0 | 12 | 0  | 9-41  |

| Positie | Club        | WG | W | G | V | P  | DV   |
| ------- | ----------- | -- | - | - | - | -- | ---- |
| 1.      | Deventer    | 8  | 7 | 1 | 0 | 15 | 26-4 |
| 2.      | Nijmegen    | 8  | 5 | 1 | 2 | 11 | 23-9 |
| 3.      | Arnhem      | 8  | 5 | 0 | 3 | 10 | 18-9 |
| 4.      | Deventer II | 7  | 1 | 0 | 6 | 2  | 4-32 |
| 5.      | Zutphen     | 7  | 0 | 0 | 7 | 0  | 7-24 |

Nederlands landskampioenschap:

1897/98 ·
1898/99 ·
1899/00 ·
1900/01 ·
1901/02 ·
1902/03 ·
1903/04 ·
1904/05 ·
1905/06 ·
1906/07 ·
1907/08 ·
1908/09 ·
1909/10 ·
1910/11 ·
1911/12 ·
1912/13 ·
1913/14 ·
1914/15 ·
1915/16 ·
1916/17 ·
1917/18 ·
1918/19 ·
1919/20 ·
1920/21 ·
1921/22 ·
1922/23 ·
1923/24 ·
1924/25 ·
1925/26 ·
1926/27 ·
1927/28 ·
1928/29 ·
1929/30 ·
1930/31 ·
1931/32 ·
1932/33 ·
1933/34 ·
1934/35 ·
1935/36 ·
1936/37 ·
1937/38 ·
1938/39 ·
1939/40 ·
1940/41 ·
1941/42 ·
1942/43 ·
1943/44 ·
1944/45 ·
1945/46 ·
1946/47 ·
1947/48 ·
1948/49 ·
1949/50 ·
1950/51 ·
1951/52 ·
1952/53 ·
1953/54 ·
1954/55 ·
1955/56 ·
1956/57 ·
1957/58 ·
1958/59 ·
1959/60 ·
1960/61 ·
1961/62 ·
1962/63 ·
1963/64 ·
1964/65 ·
1965/66 ·
1966/67 ·
1967/68 ·
1968/69 ·
1969/70 ·
1970/71 ·
1971/72 ·
1972/73
Hoofdklasse heren:

1973/74 · 
1974/75 · 
1975/76 · 
1976/77 · 
1977/78 · 
1978/79 · 
1979/80 · 
1980/81 · 
1981/82 · 
1982/83 · 
1983/84 · 
1984/85 · 
1985/86 · 
1986/87 · 
1987/88 · 
1988/89 · 
1989/90 · 
1990/91 · 
1991/92 · 
1992/93 · 
1993/94 · 
1994/95 · 
1995/96 · 
1996/97 · 
1997/98 · 
1998/99 · 
1999/00 · 
2000/01 · 
2001/02 · 
2002/03 · 
2003/04 · 
2004/05 · 
2005/06 · 
2006/07 · 
2007/08 · 
2008/09 · 
2009/10 · 
2010/11 · 
2011/12 · 
2012/13 ·
2013/14 ·
2014/15 ·
2015/16 ·
2016/17 ·
2017/18 ·
2018/19 ·
2019/20 ·
2020/21 ·
2021/22 ·
2022/23 ·
2023/24 ·
2024/25 ·